# Vrchteplá
Vrchteplá este o comună slovacă, aflată în districtul Považská Bystrica din regiunea Trenčín. Localitatea se află la altitudinea de 520 m deasupra n.m., se întinde pe o suprafață de 4,9 km2 și în 2017 număra 272 de locuitori.

## Istoric
Localitatea Vrchteplá este atestată documentar din 1351.

## Demografie
| An:                | 1994 | 2004   | 2014   | 2024   |
| ------------------ | ---- | ------ | ------ | ------ |
| Număr de persoane: | 260  | 256    | 272    | 248    |
| Diferență:         |      | −1,53% | +6,25% | −8,82% |

| An:                | 2023 | 2024   |
| ------------------ | ---- | ------ |
| Număr de persoane: | 244  | 248    |
| Diferență:         |      | +1,63% |